# クラスター弾等の製造の禁止及び所持の規制等に関する法律
クラスター弾等の製造の禁止及び所持の規制等に関する法律（―だんのせいぞうのきんしおよびしょじのきせいとうにかんするほうりつ、平成21年7月17日法律第85号）は、クラスター弾に関する条約の適確な実施を確保するため、クラスター弾等の製造を禁止するとともに、クラスター弾等の所持を規制する等の措置を講ずることに関する日本の法律である。
2009年（平成21年）7月17日に公布された。

## 主務官庁
次の3省庁の共管。
- 経済産業省製造産業局航空機武器宇宙産業課
- 外務省総合外交政策局軍縮不拡散・科学部不拡散・科学原子力課
- 防衛装備庁装備政策部装備政策課

また次の各省庁と連携して執行にあたる。
- 外務省国際法局条約課
- 外務省総合外交政策局人権人道課
- 経済産業省商務情報政策局産業保安グループ鉱山・火薬類監理官職
- 警察庁生活安全局保安課
- 警察庁警備局国際テロリズム対策課
- 防衛省情報本部統合情報部
  - 陸上自衛隊補給統制本部
  - 航空自衛隊補給本部
- 公安調査庁調査第二部

## 定義
この法律では「クラスター弾等」とは、「クラスター弾」「子弾」「小型爆弾」として以下のように定義している。
クラスター弾
- 複数の子弾を内蔵し、当該複数の子弾を散布するように設計された砲弾、ロケット弾、爆弾その他の弾薬であって、次に掲げるもの以外のもの。 
  - 地雷
  - 専らミサイルその他の物体を空中において破壊するように設計されたもの
  - 十個未満の子弾（次に掲げるすべての要件を満たすものに限る。）のみを内蔵するもの
    - それぞれの子弾の重量が四キログラムを超えるものであること。
    - それぞれの子弾が殺傷又は破壊の対象となる単一の対象を探知し、かつ、その対象を殺傷し、又は破壊するように設計されているものであること。
    - それぞれの子弾が主要な起爆装置のほかに、それぞれの子弾自体を自動的に破壊するための電子式の装置を内蔵するものであること。
    - それぞれの子弾が、爆発するために不可欠な電子式の部分品又は附属品の機能を自動的に失わせるための機能を有するものであること。

子弾
- 小型弾薬（地雷以外の弾薬であって、人の殺傷又は物の破壊のために使用されるもののうち、その重量が二十キログラム未満のものをいう。次項において同じ。）のうち、専ら砲弾、ロケット弾、爆弾その他の弾薬に内蔵されるように設計され、かつ、当該砲弾、ロケット弾、爆弾その他の弾薬から散布された後に爆発するように設計されたもの（専ら前項各号に掲げるものに内蔵されるように設計されたものを除く。）

小型爆弾
- 小型弾薬のうち、専ら容器（複数の小型弾薬を収納し、当該複数の小型弾薬を散布するように設計されたものであって、航空機に取り付けられるものに限る。）に収納されるように設計され、かつ、当該容器から散布された後に爆発するように設計されたもの（ロケット弾、ミサイルその他の散布された後に推力を得るための推進薬を使用するものを除く。）

## 構成
- 第一章　総則（第一条・第二条）
- 第二章　クラスター弾等の製造の禁止（第三条）
- 第三章　クラスター弾等の所持等の規制（第四条―第十五条）
- 第四章　雑則（第十六条―第二十条）
- 第五章　罰則（第二十一条―第二十七条）
- 附則